# إيرنيستو سنكلير
إيرنيستو سنكلير (بالإسبانية: Ernesto Sinclair) (10 مارس 1989 ببنما في بنما - ) هو لاعب كرة قدم بنمي في مركز الوسط. لعب مع إستوديانتيس دي لا بلاتا ونادي بالستينو وAlianza F.C. (Panama) ‏ وC.A. Independiente de La Chorrera ‏ وسبورتينغ سان ميغيليتو وArlesey Town F.C. ‏.

## وصلات خارجية
- إيرنيستو سنكلير على موقع إي إس بي إن إف سي (الإنجليزية)
- إيرنيستو سنكلير على موقع قاعدة بيانات كرة القدم.إي يو (الإنجليزية)
- إيرنيستو سنكلير على موقع ناشيونال فوتبول تيمز (الإنجليزية)
- إيرنيستو سنكلير على موقع Soccerbase.com (لاعب) (الإنجليزية)
- إيرنيستو سنكلير على موقع Soccerway.com (الإنجليزية)
- إيرنيستو سنكلير على موقع عالم كرة القدم.نت (الإنجليزية)